# Trichodorus
Trichodorus is een geslacht van plantenparasitaire aaltjes, die van de toppen van de plantenwortels leven, waardoor de plant een vertakt tot bossig wortelstelsel vormt. Deze aaltjes kunnen verscheidene gewassen aantasten. Ze kunnen virussen overbrengen, zoals het tabaksratelvirus en het vroege verbruiningsvirus bij erwten. Trichodorus-aaltjes komen in Nederland alleen voor op de zandgronden en de lichte zavelgronden.
In 1974 werd het geslacht door Siddiqi opgesplitst in de twee geslachten: Trichodorus en Paratrichodorus.
Trichodorus-aaltjes hebben een massieve, gekromde stilet, terwijl alle andere aaltjessoorten een holle, rechte stilet hebben.  

## Soorten
Het geslacht omvat 54 soorten. De vrouwtjes hebben twee eierstokken elk met hun eigen vagina.
In Nederland komen de volgende soorten voor:
- Trichodorus anemones
- Trichodorus cylindricus
- Trichodorus nanus
- Trichodorus pachydermus
- Trichodorusvario papillatus
- Trichodorus primitivus
- Trichodorus similis
- Trichodorus sparsus
- Trichodorus teres
- Trichodorus viruliferus